# Anders Knave
Anders Knave, född 1962, är en svensk TV-chef.
Knave har en bakgrund som reporter på Expressen. Han anställdes som projektledare vid TV4:s underhållningsavdelning 1994. Från 1999 till april 2001 var han programdirektör för Kanal 5. År 2001 började han arbeta som producent vid Nöjespatrullen (senare omdöpt till 2Entertain) där han stannade till 2003.
I september 2003 efterträdde han Svante Stockselius som programchef för TV4 Plus. År 2004 blev han istället underhållningschef på TV4, och senare programchef.
I augusti 2005 lämnade han TV4 för att bli programchef på TV3, ZTV och senare även TV6.
År 2010 lämnade han MTG för att bli vd för OTW. Han lämnade OTW år 2013 i samband med en omorganisation. Från januari 2014 är han istället vd för Titan Television. I september 2018 meddelade Titans ägare Nordic Entertainment Group att produktionsbolaget skulle läggas ner.
Från 2019 är Knave vd för produktionsbolaget Alaska Film & TV.

## Källhänvisningar
1. 1 2 3  Anders Knave: "Jag blev mordhotad efter Idol", Expressen, 6 januari 2010, läs online.[källa från Wikidata]
2. ↑  Kanal 5 hämtar chef från TV4, Dagens Media, 18 maj 1999
3. ↑  Nöjespatrullen förstärker med Anders Knave, Nöjepatrullen, 29 maj 2001
4. ↑  Ny programchef på TV4 plus, 20 augusti 2003
5. ↑  Anders Knave till TV4, Resumé, 20 augusti 2003
6. ↑  Nya chefer på TV4 Plus och TV4:s underhållningsavdelning, TV4, 17 februari 2004
7. ↑  Anders Knave till MTG Resumé, 8 augusti 2005
8. ↑  Åsa Sjöberg ny programchef på TV4, TV4, 8 augusti 2005
9. ↑  Anders Knave till Titan, Dagens Media, 13 december 2013
10. ↑  Anders Knave: "Titan har en stolt historia", Dagens Media, 24 september 2018
11. ↑  Här är Anders Knaves nya jobb, Dagens Media, 19 augusti 2019